# Municipio de Grand Prairie (Ohio)
El municipio de Grand Prairie (en inglés: Grand Prairie Township) es un municipio ubicado en el condado de Marion en el estado estadounidense de Ohio. En el año 2010 tenía una población de 1590 habitantes y una densidad poblacional de 25,31 personas por km².

## Geografía
El municipio de Grand Prairie se encuentra ubicado en las coordenadas 40°40′2″N 83°7′59″O / 40.66722, -83.13306. Según la Oficina del Censo de los Estados Unidos, el municipio tiene una superficie total de 62.81 km², de la cual 62.78 km² corresponden a tierra firme y (0.04%) 0.03 km² es agua.

## Demografía
Según el censo de 2010, había 1590 personas residiendo en el municipio de Grand Prairie. La densidad de población era de 25,31 hab./km². De los 1590 habitantes, el municipio de Grand Prairie estaba compuesto por el 97.11% blancos, el 0.75% eran afroamericanos, el 0.06% eran amerindios, el 0.06% eran asiáticos, el 0.19% eran isleños del Pacífico, el 0.38% eran de otras razas y el 1.45% pertenecían a dos o más razas. Del total de la población el 0.82% eran hispanos o latinos de cualquier raza.